# موناکو-ویل
موناکو-ویل (به فرانسوی: Monaco-Ville)، (به انگلیسی: Monaco City)، (به اسپانیایی: Mónaco-Ciudad) و (به ایتالیایی: Monaco-Città) به معنای "شهر موناکو"(ویل در زبان فرانسوی معادل شهر است.) پایتخت کشور موناکو و یکی از چهار ناحیه(یا استان) این کشور است.
این شهر دارای برج و بارو است و کاخ آلبرت دوم شاهزاده است.(Palais Princier)، کلیسای جامع سنت نیکولاس و موزه اقیانوس‌نگاری در این شهر قرار دارند. جمعیت آن ۱٬۱۵۱ نفر برآورد شده‌است.             

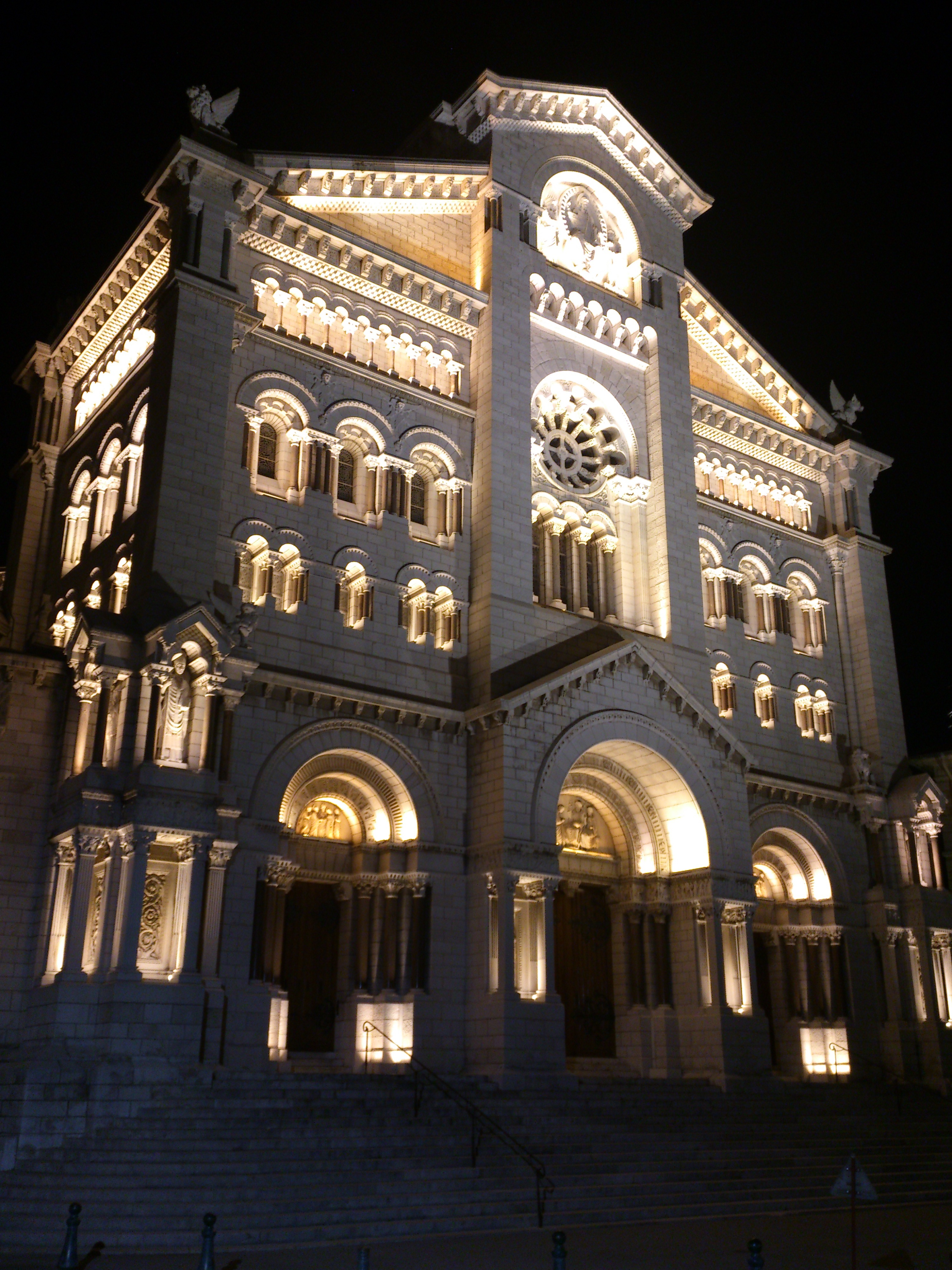

- یک کلیسای جامع رویایی در شهر موناکو

## جغرافیا
شهر موناکو یکی از چهار محله سنتی(به فرانسوی:quuartiers)موناکو است. بقیه لا کاندامین، مونت کارلو و فونت-وییل هستند. در 43°43'51" شمالی 7°25'26" شرقی واقع شده است و جمعیت کلانشهری آن حدود ۴۰ هزار نفر تخمین زده می شود.(۲۰۲۴) دارای ۱۹.۶۴ هکتار مساحت و بین مناطق فونت-وییل و لا کاندامین واقع شده است.

## تاریخچه
موناکو-ویل در اصل به یونانی "مونویکوس" نامیده می شد، از معبد هرکول مونویکوس که در یک مستعمره فوکای قرن ششم قبل از میلاد قرار داشت. در طول تاریخ خود، مونویکوس بارها دست به دست شد. در قرون وسطی به موناکو تبدیل شد. برخی از دیوارهای شهر و سازه های اصلی هنوز باقی مانده است. در اینجا بود که فوکایان ماسالیا (مارسیل کنونی) مستعمره مونویکوس را در قرن ششم قبل از میلاد تأسیس کردند. مونویکوس با هرکول مرتبط بود که به عنوان هرکول مونویکوس پرستش می شد. باتوجه به آثار هرکول، و همچنین به گفته دیودوروس سیسیلی و استرابون، یونانیان و لیگوریان گزارش دادند که هرکول از منطقه عبور کرده است. در ۱۰ ژوئن ۱۲۱۵، گروهی از گیبلین ها به رهبری فولکو دل کاسلو ساخت قلعه ای را بر روی صخره موناکو آغاز کردند تا آن را به یک موقعیت نظامی استراتژیک و وسیله ای برای کنترل منطقه تبدیل کنند. آنها همچنین برای پشتیبانی از پادگان ها در پایه صخره خانه هایی ایجاد کردند.  برای جذب ساکنان جنوا و شهرهای اطراف، زمینی را پیشنهاد کردند و تازه واردان را از مالیات معاف کردند. در ۸ ژانویه ۱۲۹۷، فرانسوا گریمالدی، از نوادگان اتو کانلا، کنسول جنوا در سال ۱۱۳۳، این قلعه را تصرف کرد. اگرچه او ارتش کوچکی داشت، اما قبل از اینکه دروازه‌ها را به روی سربازانش بگشاید، خود را به شکل یک راهب فرانسیسکن درآورد تا وارد شود. این قسمت باعث ایجاد نام مستعار او، مالیزیا("بدخواهی") شد. به همین دلیل است که امروزه بازوهای موناکو دو فرانسیسکن مسلح به شمشیر را حمل می کنند.

## نقاط دیدنی
علیرغم اینکه شهر موناکو در وسط شهر موناکو-ویل، پرجمعیت ترین مرکز شهری جهان واقع شده است، در قلب موناکو یک روستای قرون وسطایی باقی مانده است که تقریباً به طور کامل از خیابان های عابر پیاده آرام تشکیل شده و با سکوت پس از غروب خورشید مشخص شده است. اگرچه افراد بی‌شماری از شهر موناکو و میدان کاخ بازدید می‌کنند، فقط وسایل نقلیه محلی تا شهر مجاز هستند و موتورسیکلت‌های بنزینی بعد از ساعت ۱۰ شب ممنوع است.
- کاخ شاهزاده موناکو: تعویض رنگارنگ نگهبان هر روز در خارج از کاخ در ساعت ۱۱:۵۵ صبح رخ می دهد.
- کلیسای جامع بانوی معصوم: (به فرانسوی: Cathédrale de Monaco) یک کلیسای کاتولیک رومی-بیزانسی که شامل بقایای بسیاری از اعضای خانواده حاکم موناکو است.
- موزه اقیانوس شناسی: که توسط آلبرت اول، شاهزاده موناکو در سال ۱۹۱۰ تأسیس شد.
- کلیسای رحمت: ساخته شده در سال ۱۶۳۹، یکی از قدیمی ترین ساختمان های شاهزاده.
- این شهر: به دلیل اینکه نقطه شروع یک راهپیمایی مذهبی مشعل توسط ساکنان محلی است که هر سال در آستانه بلک فرایدی برگزار می شود، مشهور است.
- باغ سنت مارتین: پارک کوچکی از مسیرهای صخره‌ای که به هم می‌چسبند.
- موزه کلیسای جامع: بازدید، کلیسای کوچک کاتولیک رومی قرن هفدهمی و موزه هنر.
- تئاتر فورت آنتوان: آمفی تئاتری در پایین شهر

## ساکنین قابل توجه
بیاتریس بورومئو، روزنامه نویس ایتالیایی و فعال اجتماعی
آندریا کاسیراگی، عضو خاندان سلطنتی
شارلوت کاسیراگی، عضو خاندان سلطنتی
پییر کاسیراگی، عضو خاندان سلطنتی
استفانو کاسیراگی، موسیقی‌دان موسیقی ایتالیایی 
تاتیانا کاسیراگی سوسیالیست و فعال مدنی کلمبیایی-آمریکایی
هیسلین دومانگت، بازیگر فرانسوی و شاهزاده موناکو
دنیل داکروت، کارآفرین 
Louis Ducruet, Monégasque royal
Gad Elmaleh, Moroccan actor
Philippe Gilbert, Belgian cyclist
Camille Gottlieb, Monégasque royal
Albert Grimaldi, Prince of Monaco
Caroline Grimaldi, Princess of Hanover, Princess of Monaco
Gabriella Grimaldi, Princess of Monaco
Jacques Grimaldi, Prince of Monaco
Rainier Grimaldi, Prince of Monaco
Stéphanie Grimaldi, Princess of Monaco
Alexandra Hanover, Princess of Hanover
Grace Kelly, American actress, Princess of Monaco
Charlene Wittstock, South African swimmer, Princess of Monaco
Charles Leclerc, Monégasque Formula 1 drive